# AB Atlas

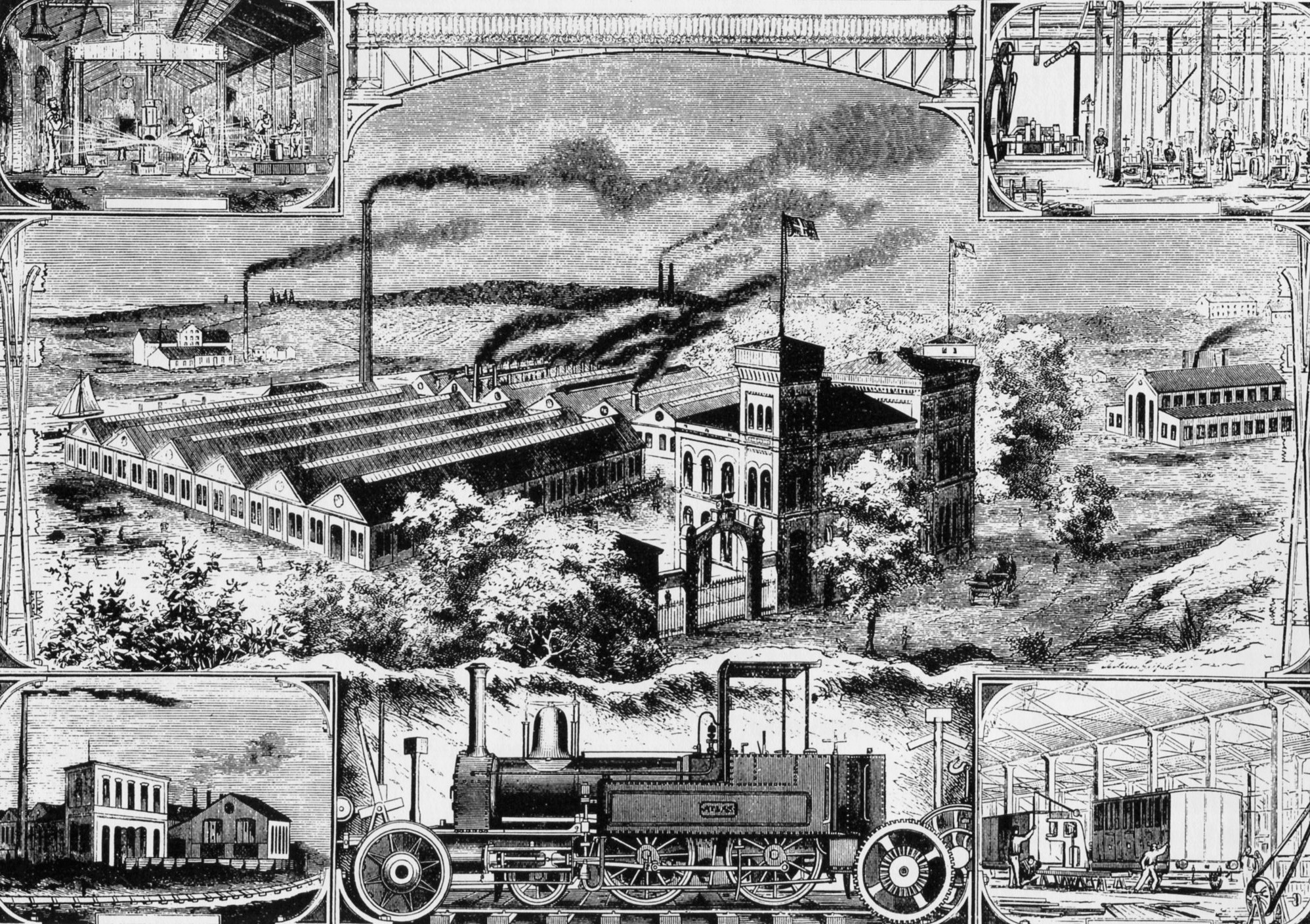
Atlas verkstäder i Stockholm, 1876.

AB Atlas (efter 1890 Nya AB Atlas) var ett svenskt industri- och verkstadsföretag som hade sina verkstäder i nuvarande Vasastan i Stockholm. Företaget existerade mellan 1873 och 1917 då det gick samman med AB Diesels Motorer och bildade AB Atlas Diesel (idag Atlas Copco). 1927 flyttades all tillverkning till Sickla i nuvarande Nacka kommun. Atlasområdet i Vasastan och några kvarters- och gatunamn i området påminner idag om den forna verksamheten.

## Historik

### AB Atlas
| A.O. Wallenberg |  | Edvard Fränckel |
| A.O. Wallenberg |  | Edvard Fränckel |

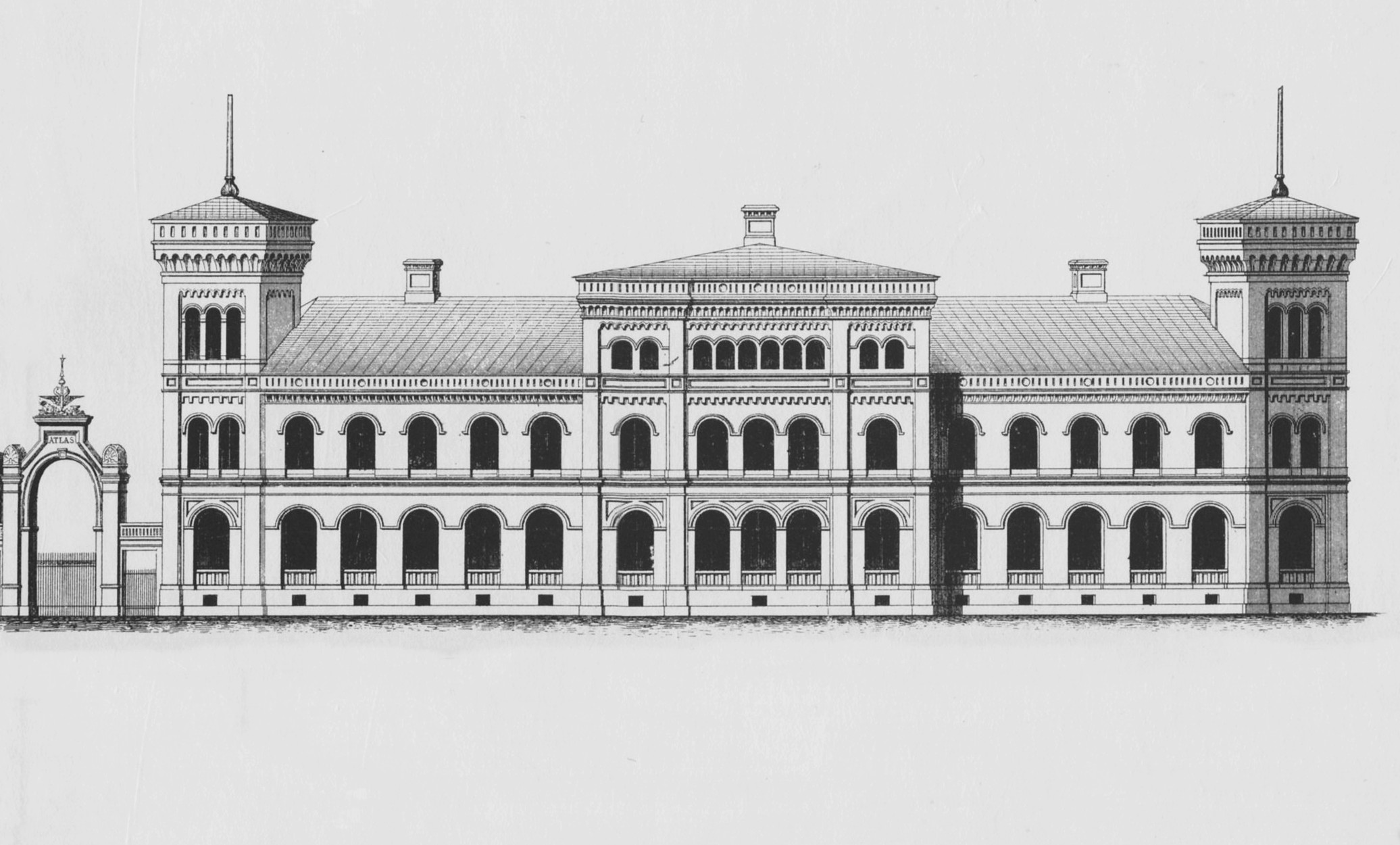
AB Atlas' kontorsbyggnad vid Sankt Eriksplan.

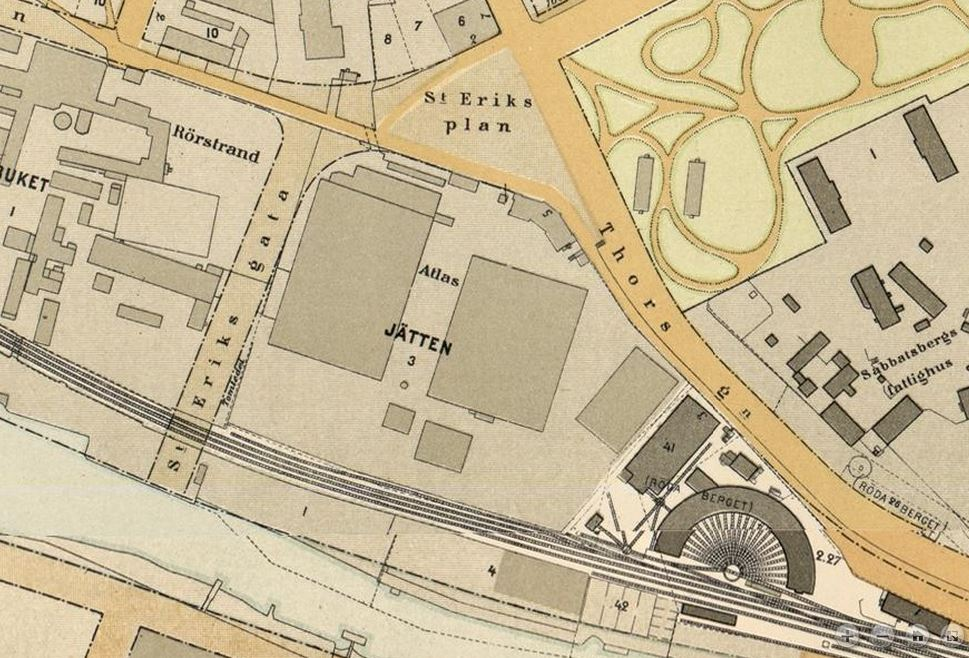
Atlasområdet 1899.

AB Atlas bildades 1873 av järnvägsingenjören Eduard Fränckel samt finansiärerna David Otto Francke och André Oscar Wallenberg. Fränckel blev företagets verkställande direktör. Marken där fabriken skulle anläggas förvärvades av bolaget 1873 och hörde ursprungligen till Rörstrands egendom. 
Namnet Atlas syftade till en av titanerna i den grekisk mytologin. Det var jätten som bar upp hela himlavalvet på sina axlar och Atlas fabriksområdet fick även det passande kvartersnamnet Jätten. Affärsidén var att tillhandahålla all slags utrustning som behövdes för att bygga och hålla igång ett järnvägsnät, speciellt det svenska järnvägsnätet som befann sig i en expansiv uppbyggnadsfas.
Redan vid starten övertog man D.J. Ekenbergs Söners vagnverkstad i Södertälje, som tillverkat järnvägsvagnar sedan 1867. De nya verkstäderna uppfördes intill nuvarande Barnhusviken vid Rörstrand med Rörstrands Porslinsfabrik som granne. Fabriken invigdes 1874 av Oscar II. Han skrev i företagets gästbok: Jag önskar detta fosterlandet gagnade företag all lycka och framgång. Oscar - Den 10 December 1874. Entusiasmen var befogat eftersom Atlas med sina 700 anställda och en modern och imponerande maskinpark var Sveriges största verkstadsindustri vid den tiden. Redan två år efter invigningen tillverkades och levererades över 600 järnvägsvagnar, dubbelt så mycket som den närmaste konkurrensen kunde prestera.
Anläggningen låg mycket nära dåvarande Stockholms norra station, vilket underlättade leveransen av producerat gods. Fabrikens byggnader och troligen även det ståtliga kontorshuset mot dagens Sankt Eriksplan ritades av arkitekt Axel Kumlien och dennes medarbetare Erik Alfred Hedin. Tillverkningen började 1874 och 1883 förvärvades Brynäs varv i Gävle. I begynnelsen var Atlas det största verkstadsföretaget i Sverige och i samtida industrireportage rosades anläggningen för sin rymlighet och moderna utrustning.
Atlas' första lokomotiv hette Svalan och levererades år 1880 till Uddevalla–Vänersborg–Herrljunga Järnväg. Svalan hade stående ångpanna och spårvidd 1217 millimeter. En av de stora uppdragsgivarna var Statens järnvägar som beställde cirka 30 procent av sina vagnar hos AB Atlas. Tillverkning av vagnar och lokomotiv var omfattande och man exporterade även sina produkter till grannländerna. Till en början gick verksamheten med vinst, men 1876 minskade Statens Järnvägars tillväxt, beställningarna blev mindre och på lönsamma år följde flera år med förlust. År 1880 hade omsättningen minskat till en tredjedel av rekordåret 1875. Nu skulle produktpaletten breddas och i en annons från 1880 erbjöd företaget alla slags tillverkningar i järn och trä. Man kunde leverera allt ifrån lokomotiv och ångmaskiner till dörrar, blomsterkäpp och jalusilister. Även smärre villor, lusthus och badhus stod på programmet.

### Nya AB Atlas

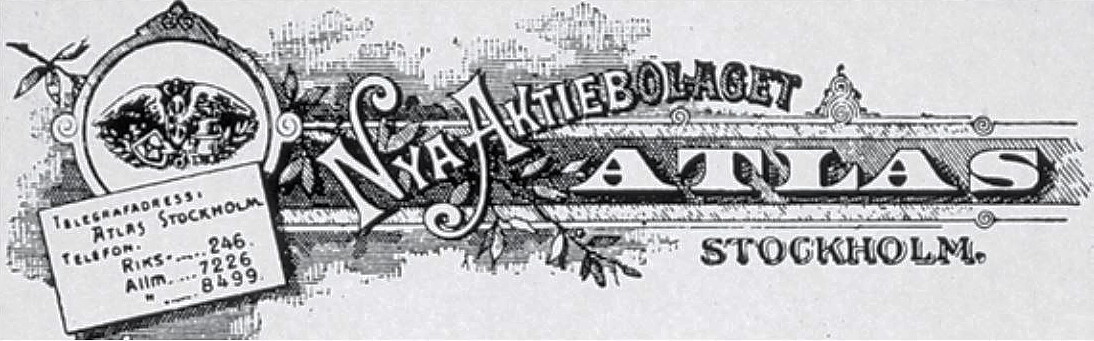
"Nya Aktiebolaget Atlas".

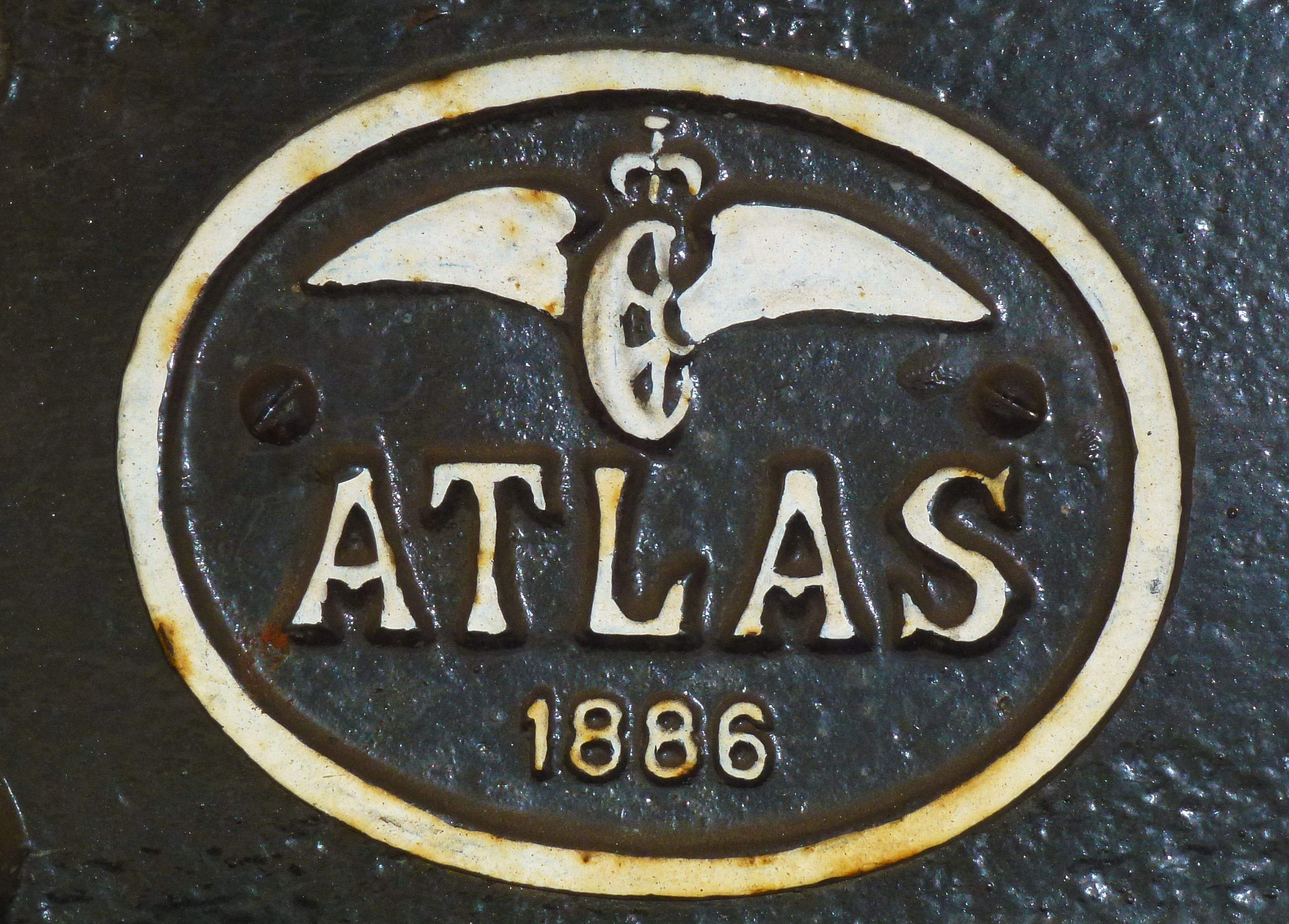
Boggivagn, Upsala–Lenna Jernväg.

År 1887 fick företaget en ny VD, Oscar Lamm, som tidigare varit chef för Separator-Alfa Laval. Under Lamms ledning minskade förlusterna, men det krävdes fortfarande drastiska åtgärder för att rädda bolaget. År 1888 stängdes verkstaden i Södertälje och varvet i Gävle. Bolaget rekonstruerades 1890 som Nya AB Atlas och blev initiativtagare till och delägare i det 1901 bildade Vagnuthyrningsbolaget. Genom rekonstruktionen förlorade de gamla ägarna sina investeringar i bolaget, bland annat drabbades några medlemmar i Wallenbergfamiljen av en förlust på två miljoner kronor.
Det nya bolaget lät moderniserade maskinparken med bland annat utrustning för hyvling, fräsning och slipning. Det gav önskat resultat och Nya AB Atlas och gick redan första året med vinst. I början av 1890-talet tillverkade man sina första tryckluftsdrivna nithammare, som dock endast var avsedda för företagets egna verkstäder. Det dröjde ända till 1901 innan tryckluftsdrivna verktyg lanserades officiellt på marknaden. De första kompressorerna var stationära och stod i fabriken. För att kunna använda tryckluftsverktyg även ute på fältet konstruerades 1907 den första mobila kompressorn. Den drevs av den tändkulemotor och levererade 1,5 m³ luft per minut.
År 1911 beslöt Atlas att lägga ned vagntillverkningen och helt inrikta sig på tillverkningen på tryckluftsmaskiner. Men ända fram till år 1917 producerades ånglok. Redan 1904 tillverkade man en kopia av en tysk kompressor, som drevs av ångmotorer från Atlas. Året därpå lanserades en egen kompressor och samma år presenterade Atlas sin första bergborrmaskin. 1915 stod tryckluftsprodukterna för mer än 50 procent av Atlas intäkter.

### AB Atlas Diesel

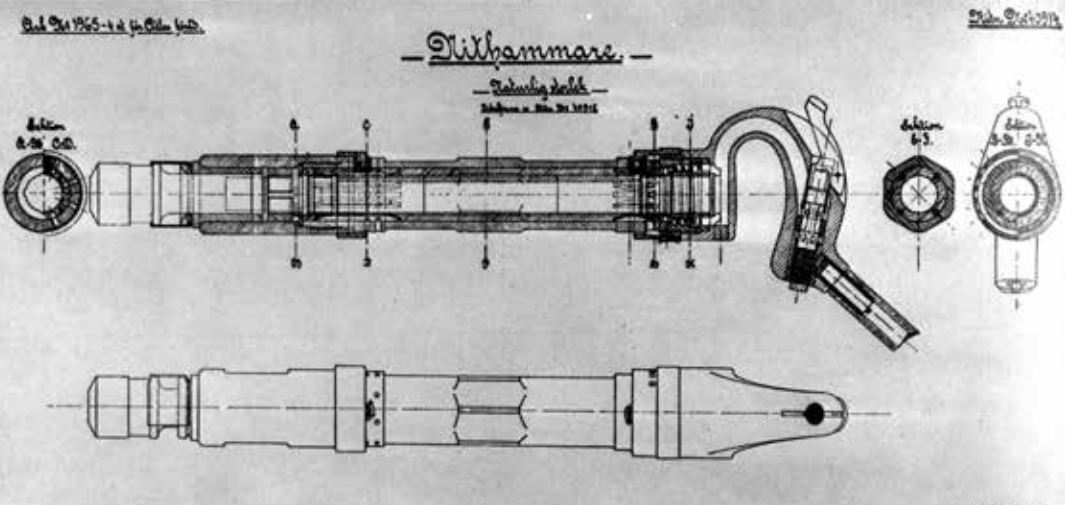
Ritning från 1901 för Atlas nithammare.

År 1917 slogs Nya AB Atlas samman med AB Diesels Motorer som sedan 1898 hade sin tillverkning av dieselmotorer för fartyg i Sickla, Nacka. Båda bolag ingick i Wallenbergsfären och ett samgående kändes naturligt. Det nya företaget döptes till AB Atlas Diesel och samma år lades ånglokstillverkningen ner. Det sista loket, Atlas No 174 levererades till SJ. Verkställande direktör för Atlas Diesel blev Gunnar Jacobsson, som tidigare haft samma befattning på Nya Atlas. Under Jacobssons ledning utökades tryckluftssortimentet med nya verktyg och även kompressorer. 
Under första världskriget bröt återförsäljarnätverket samman och exporten av tryckluftsdrivna verktyg avstannade. Verksamheten hämtade sig aldrig efter kriget och 1924 beslöts att lägga ned verkstad och kontor i Stockholm och flytta till Sickla. Flyttningen avslutades 1927, fabriksområdet rensades och bostäder uppfördes istället. Stadsplanen upprättades av Per Olof Hallman och vann laga kraft den 13 juli 1928. Trakten kallades sedermera Atlasområdet. Idag påminner gatunamn (Atlasgatan, Atlasmuren) och kvartersnamn (Loket, Tendern, Kolven, Pistongen) om den tidigare industriverksamheten.

### Atlasverkstäderna i Stockholm

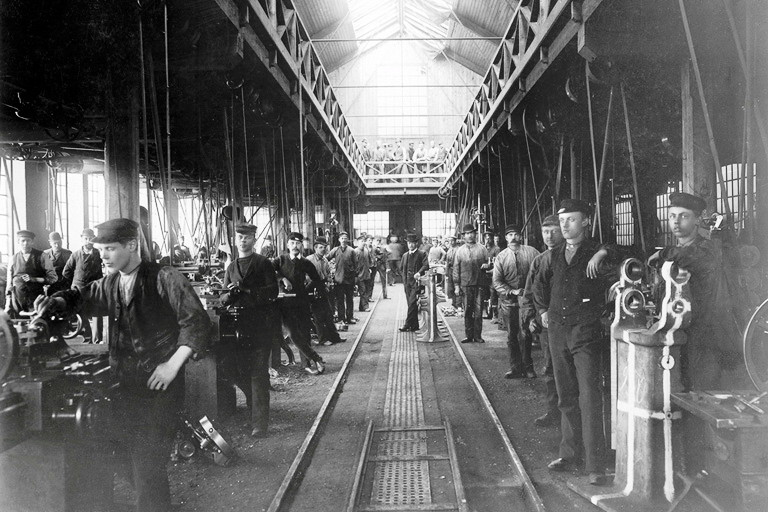
1895
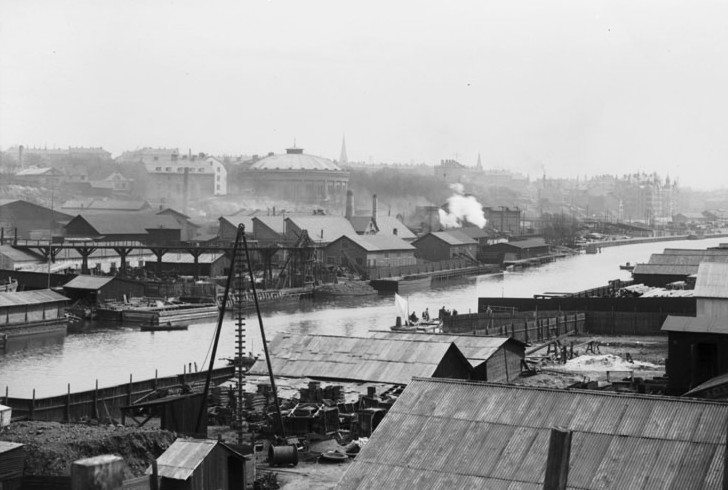
1902
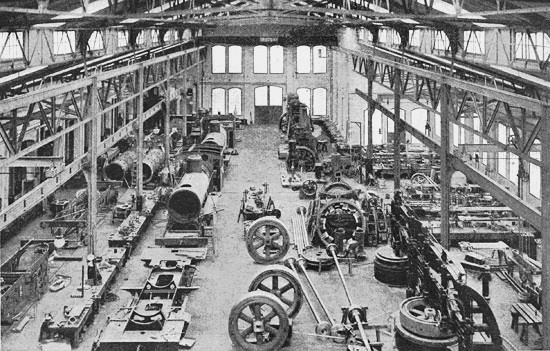
1915
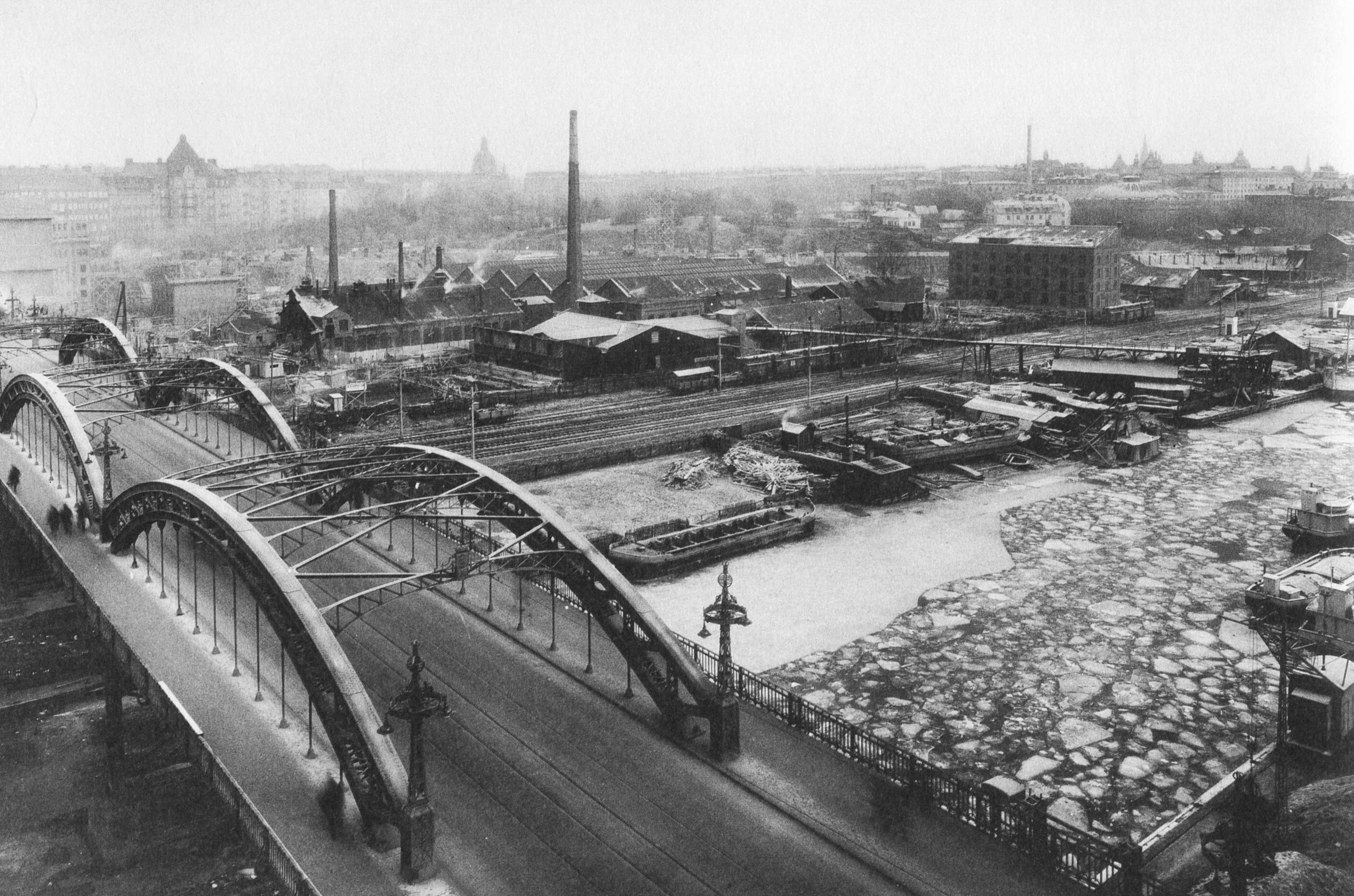
1927

## Produktionsexempel
Mellan 1880 och 1917 byggdes över 170 lokomotiv på Atlasfabriken. På 1880-talet tillverkade man kanonlavetter till svenska försvaret. Till Stockholms spårvägar levererades hästspårvagnar och elva ångspårvagnar. De första fyra ångloken för Stockholm-Saltsjöns Järnväg - SSnJ (Saltsjöbanan) levererades 1893 respektive 1895. På Atlas verkstäder byggdes 1877 de eleganta valvbågarna av gjutstål för Vasabron. Brouppdraget var viktigt för att utnyttja verkstädernas lediga kapacitet. 
År 1894 levererade Atlas en av de första svensktillverkade tryckluftsdrivna nithammarna till Motala Verkstad. Mellan 1903 och 1906 byggdes stålkonstruktionen till föregångaren till dagens S:t Eriksbron. Bron hade tre 40 meter långa och 18 meter breda spann av stålfackverk som tillverkades på AB Nya Atlas (fabriken låg intill bron). En stor produkt var även tändkulemotorer som togs in i programmet 1909 och 1916 stod för 20 procent av tillverkningsvärdet. Tändkulemotorer gick på export till bland annat Ryssland eller användes för drift av transportabla kompressorer.

### Företagets produkter (rullande materiel)

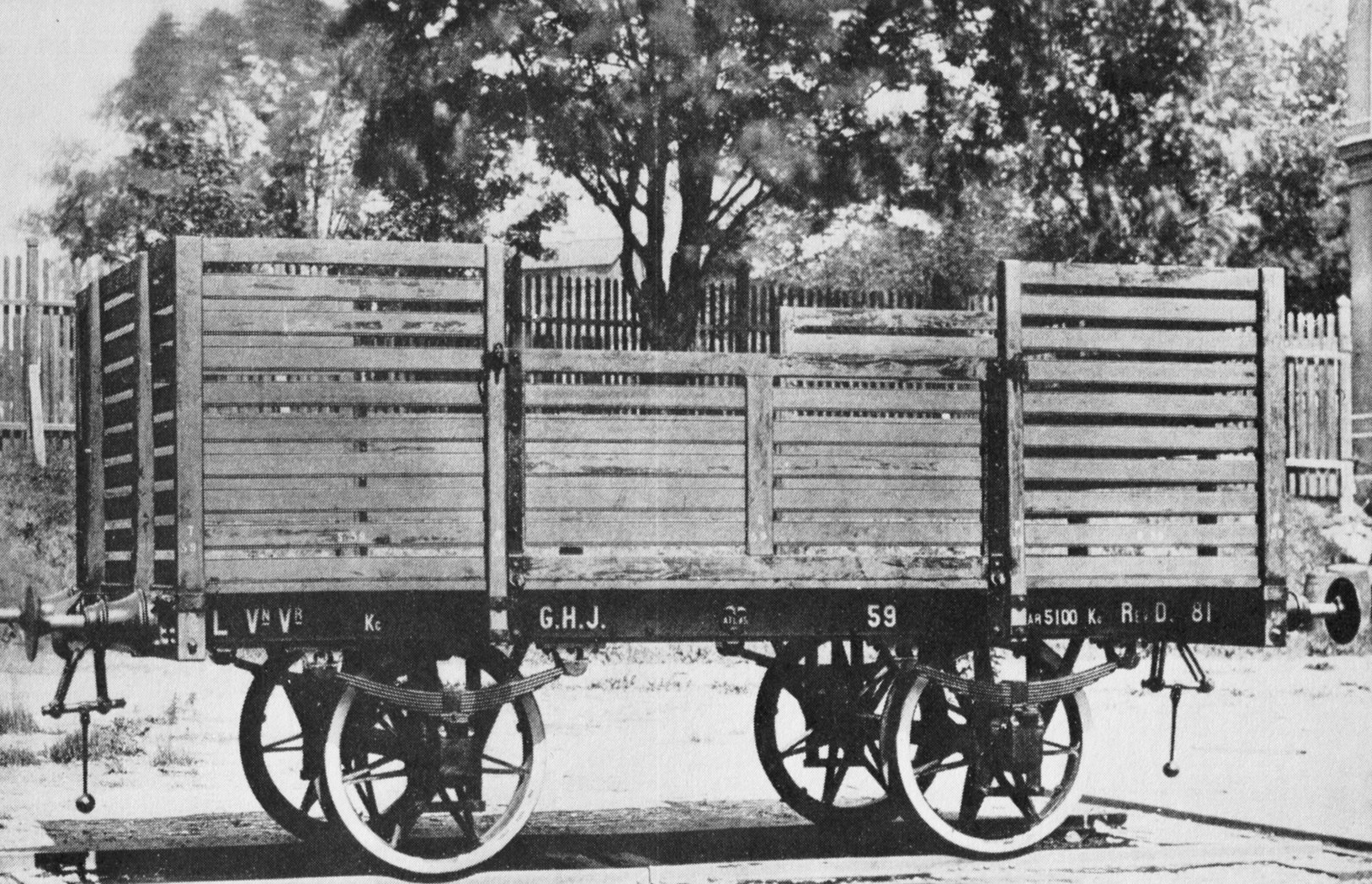
Tidig godsvagn 1870-tal
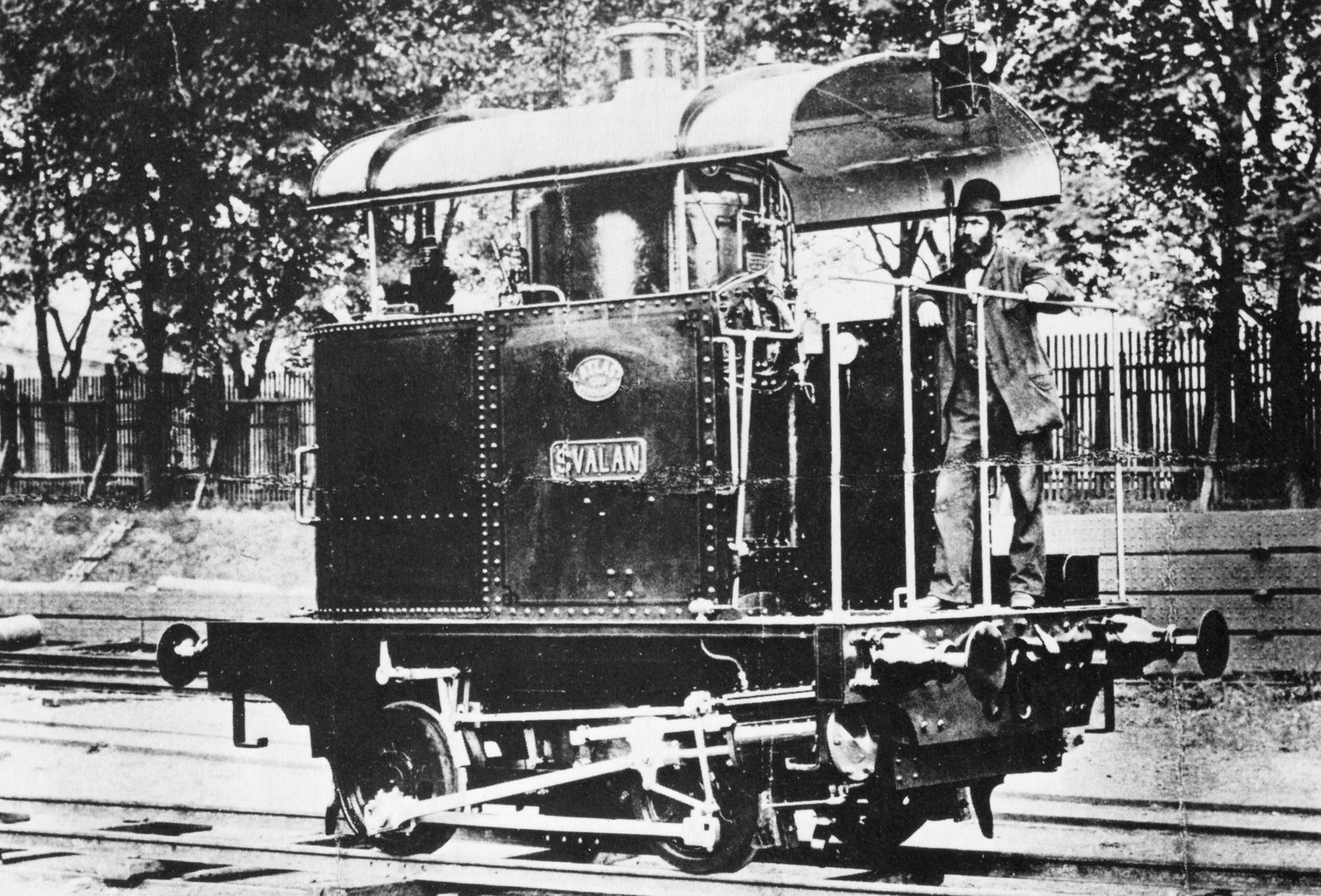
"Atlas Svalan" 1880 (första loket)
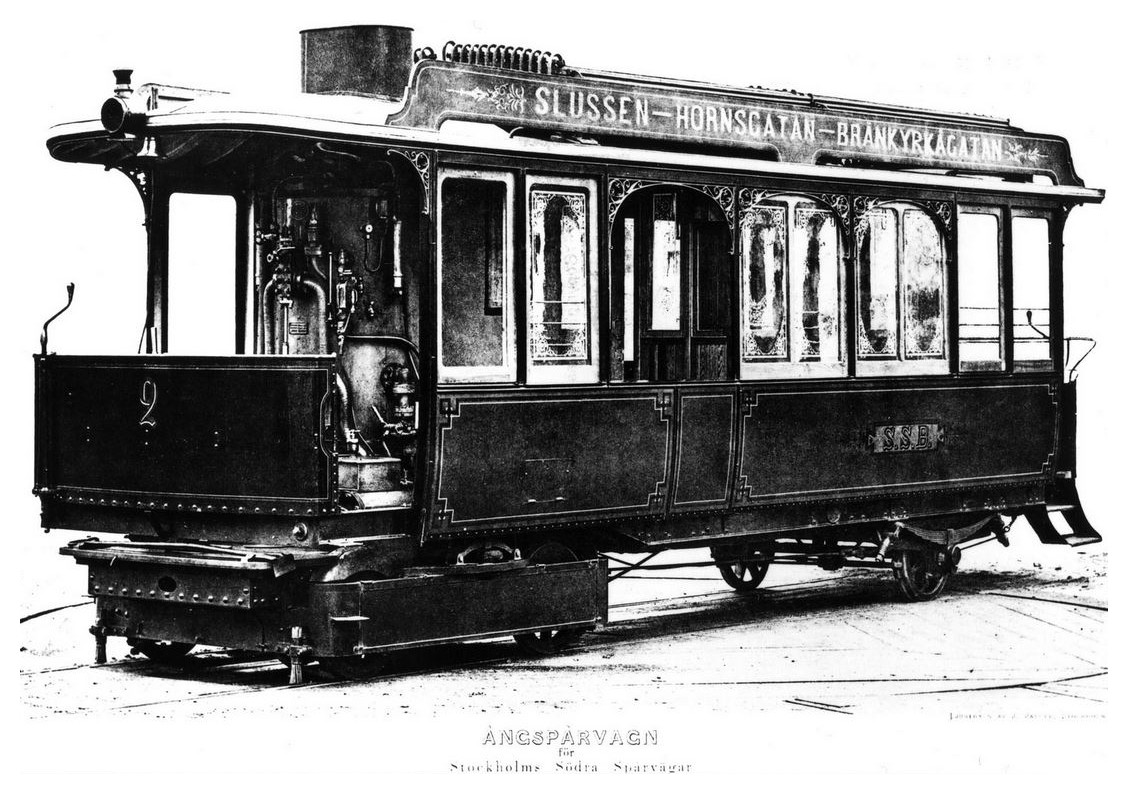
Ångspårvagn för Stockholms spårvägar 1888
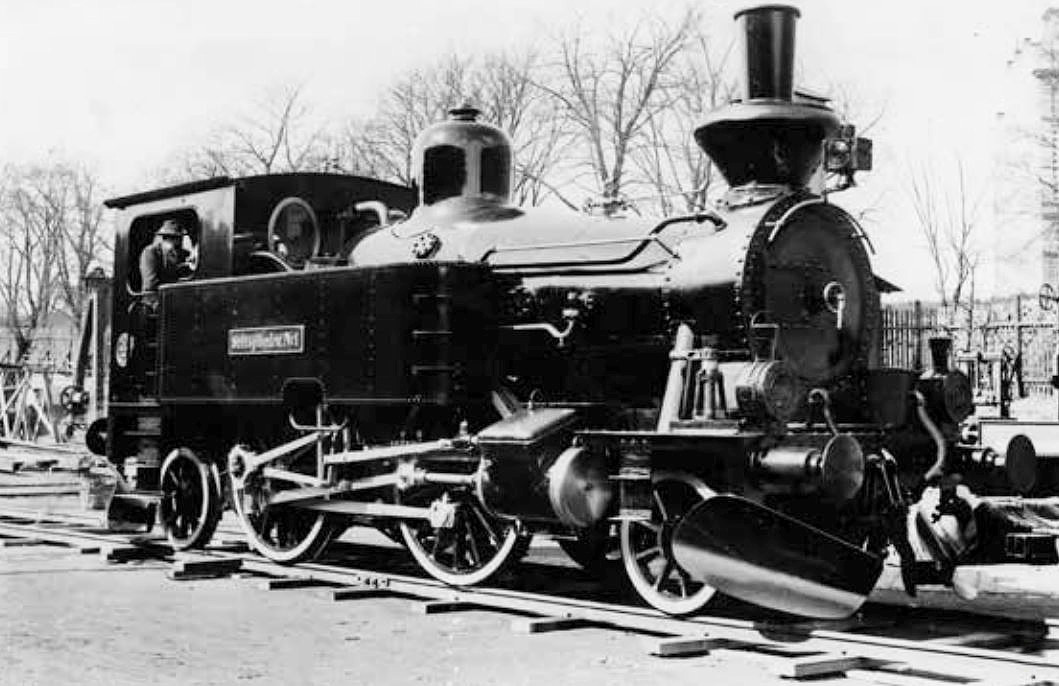
Lokomotiv nr 1 för SSnJ 1893
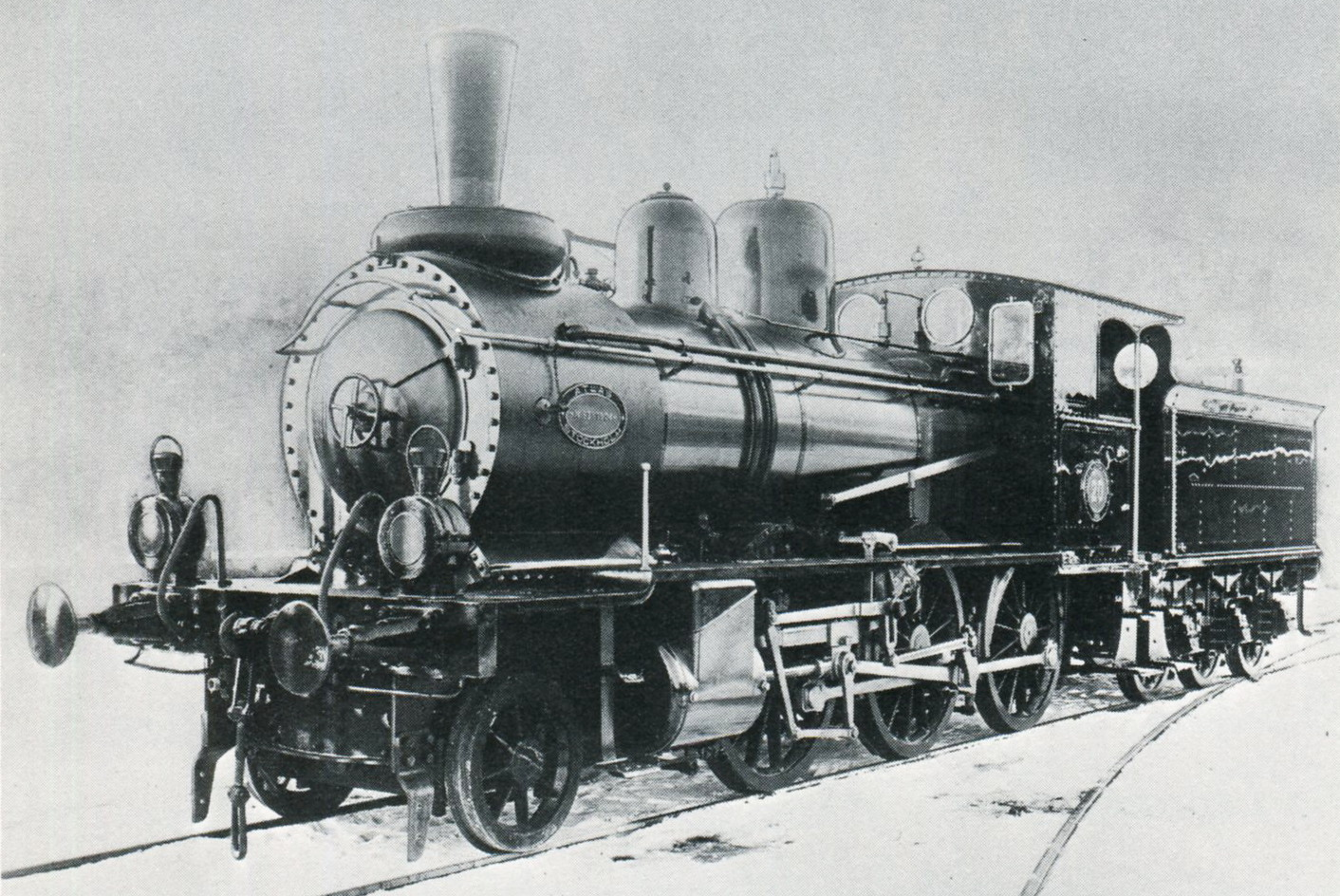
"Atlas No 63" 1904
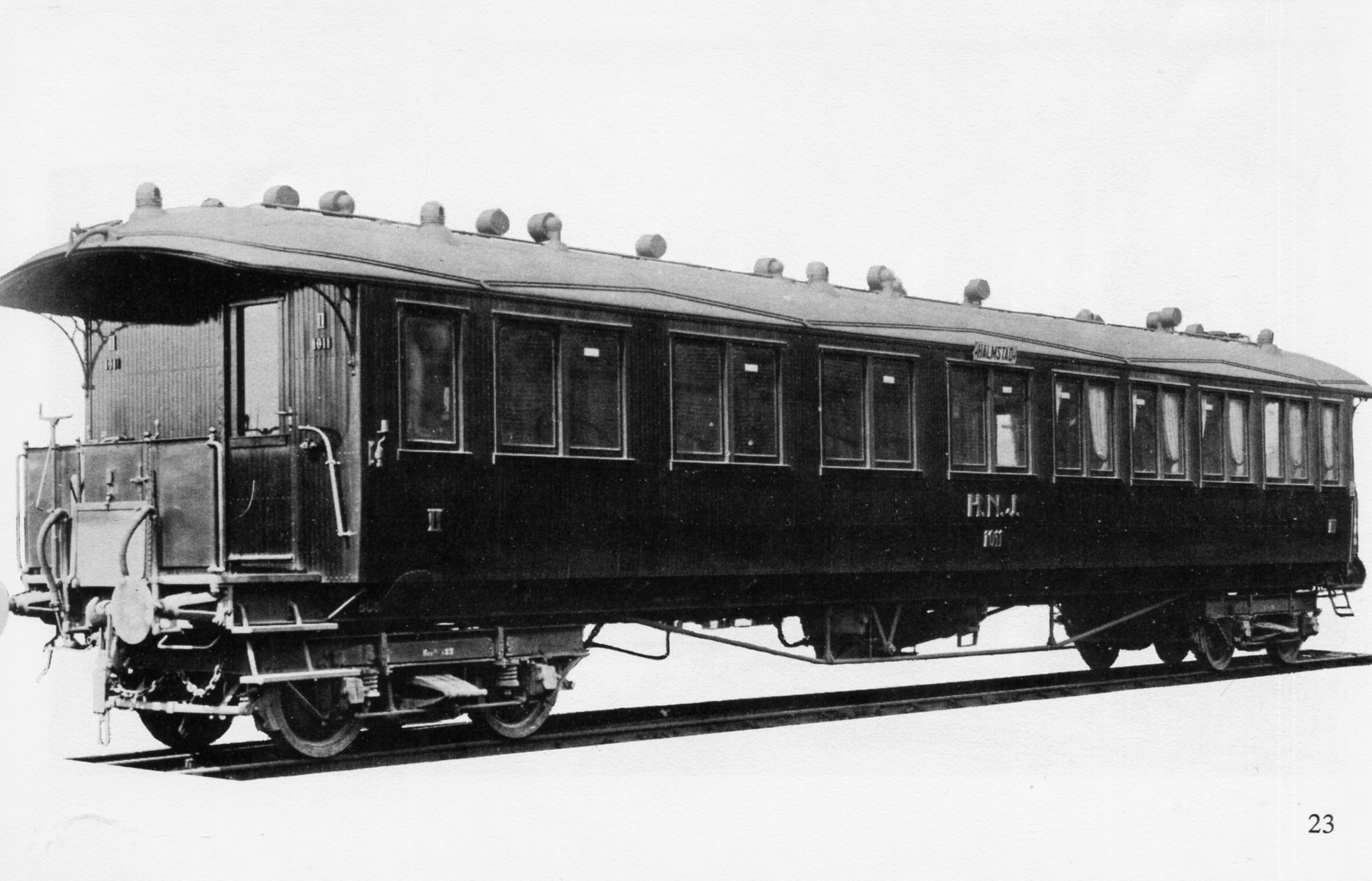
Atlas boggivagn 1907
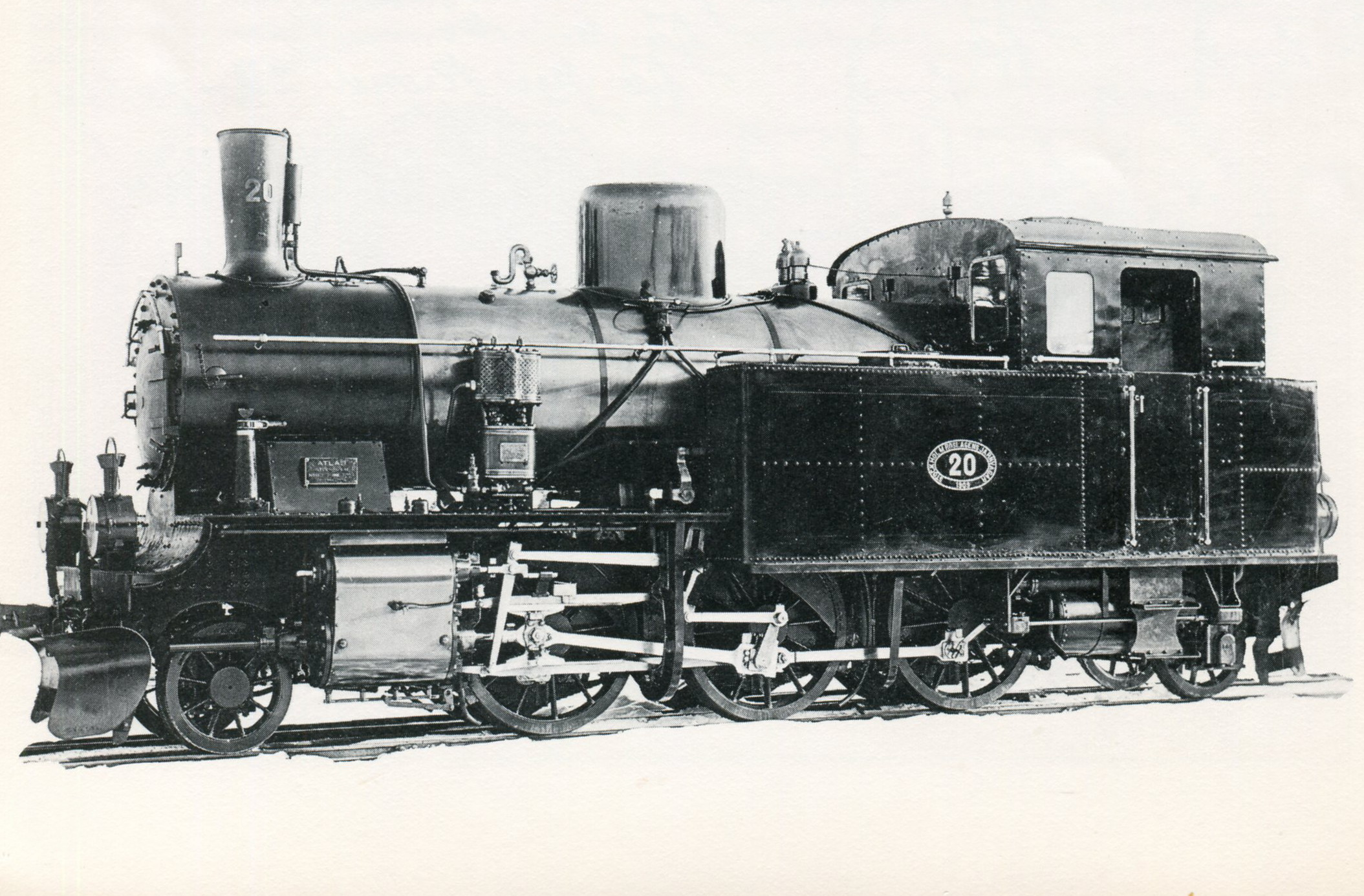
"Alas No 110" 1909
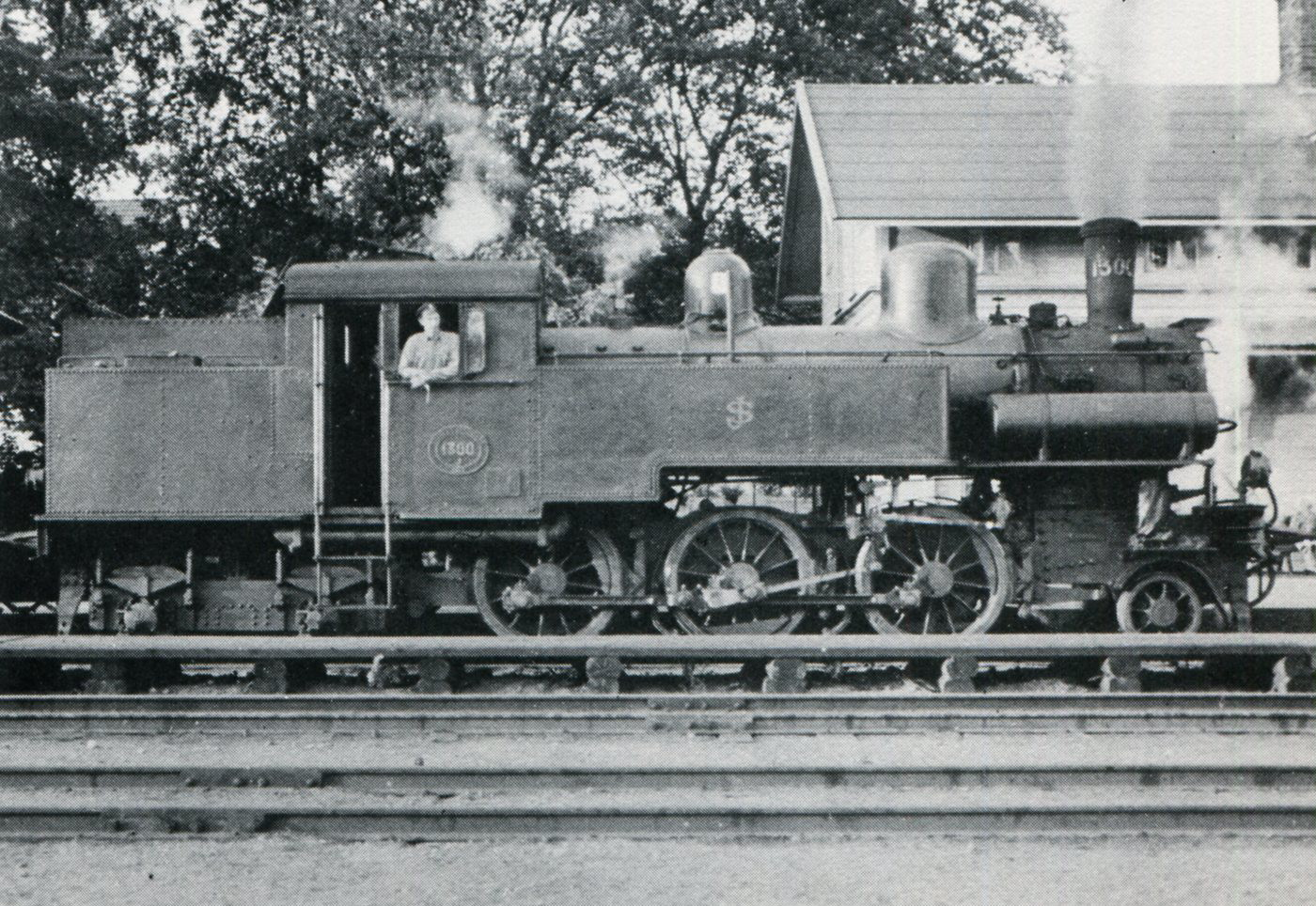
"Atlas No 174" 1917 (sista loket)

### Företagets produkter (övrigt)

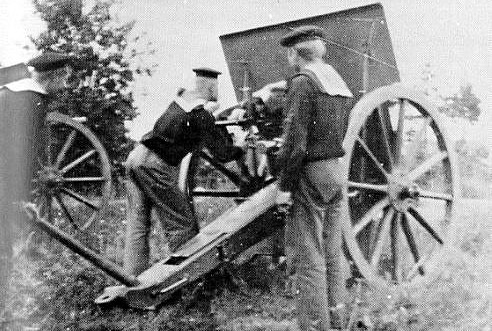
Lavett för en 8,4 cm kan m/1883
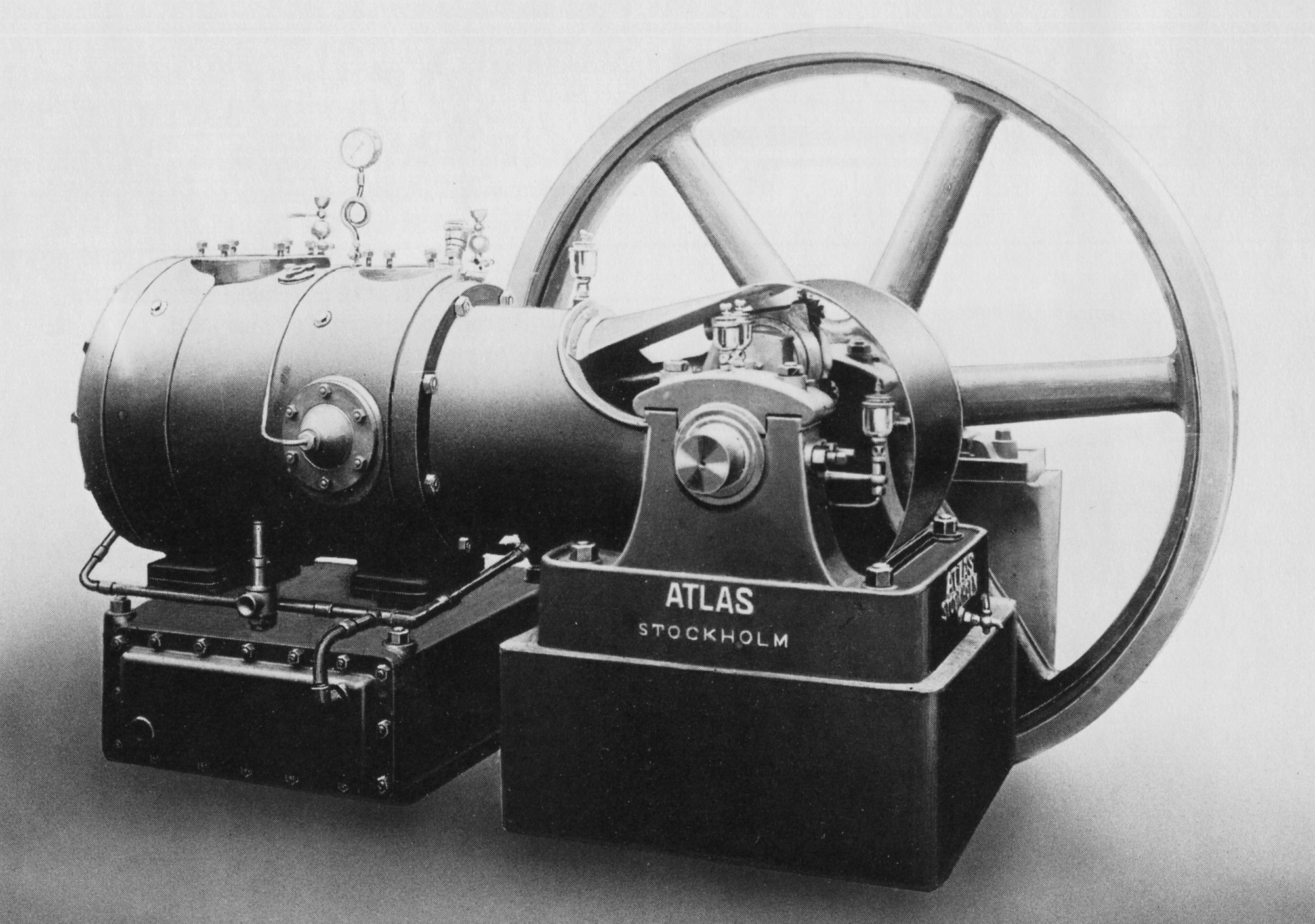
Stationär kompressor "LV 5A", 1905
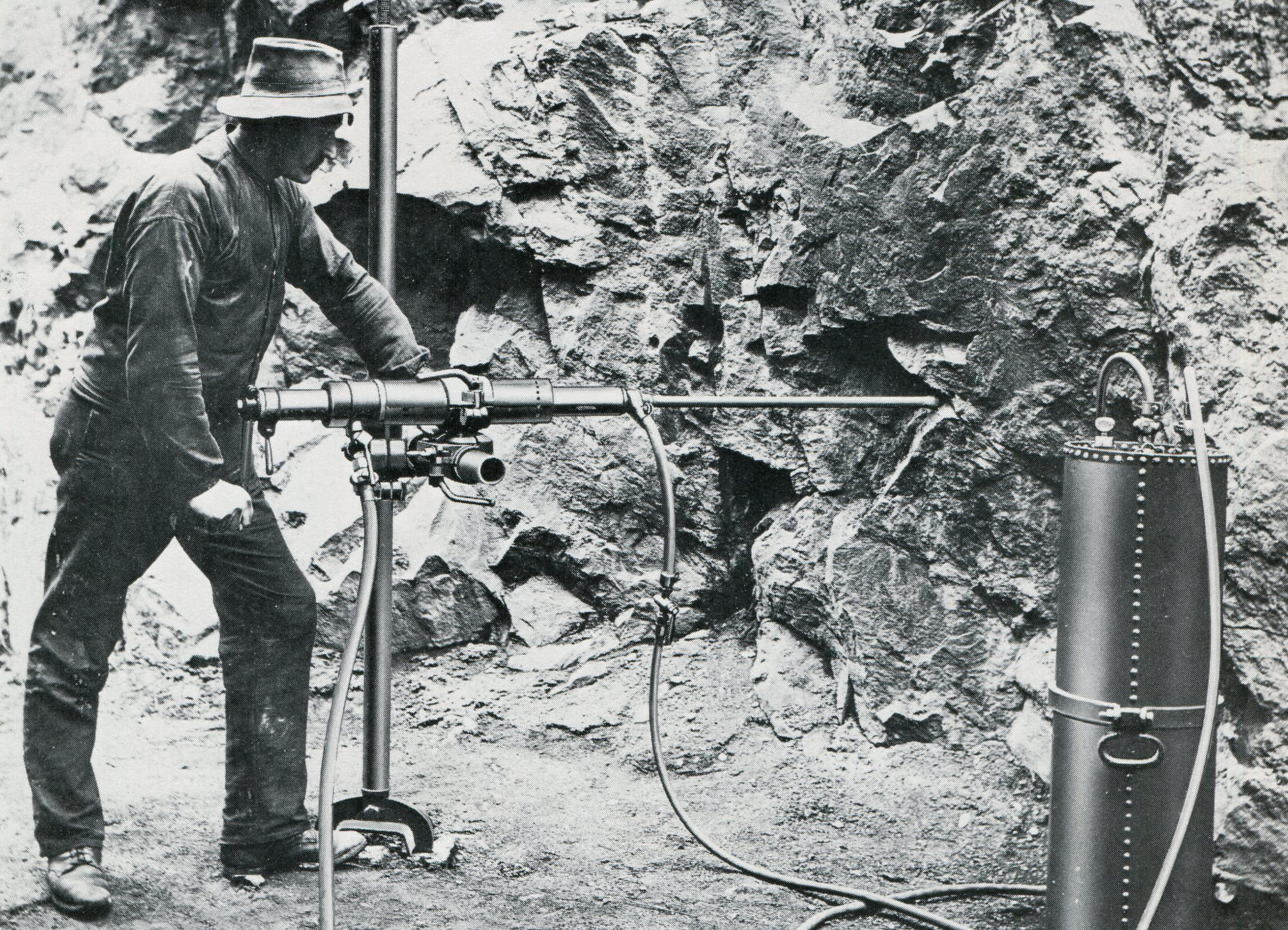
Atlas bergborrmaskin 1910
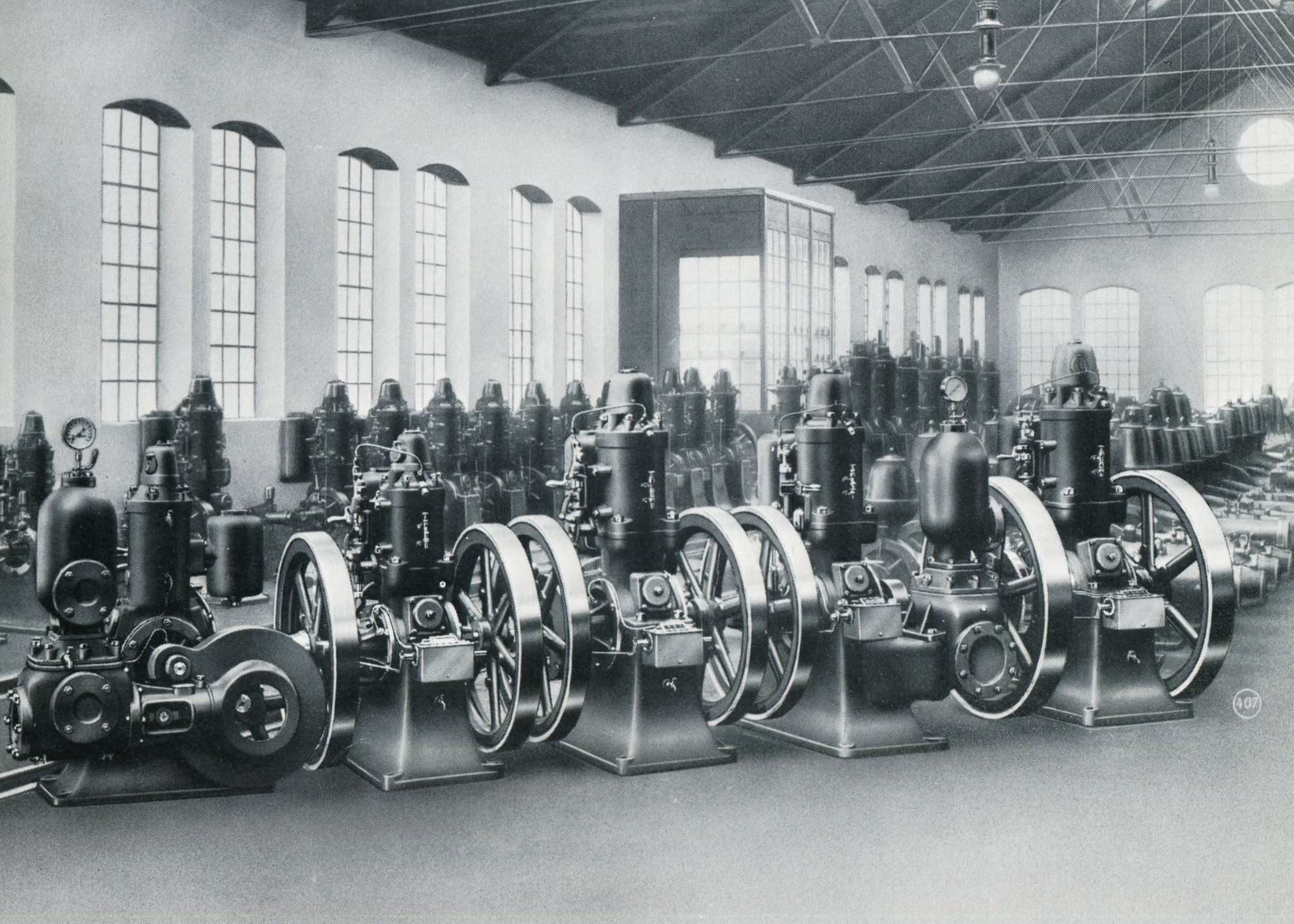
Tändkulemotorer för leverans 1910
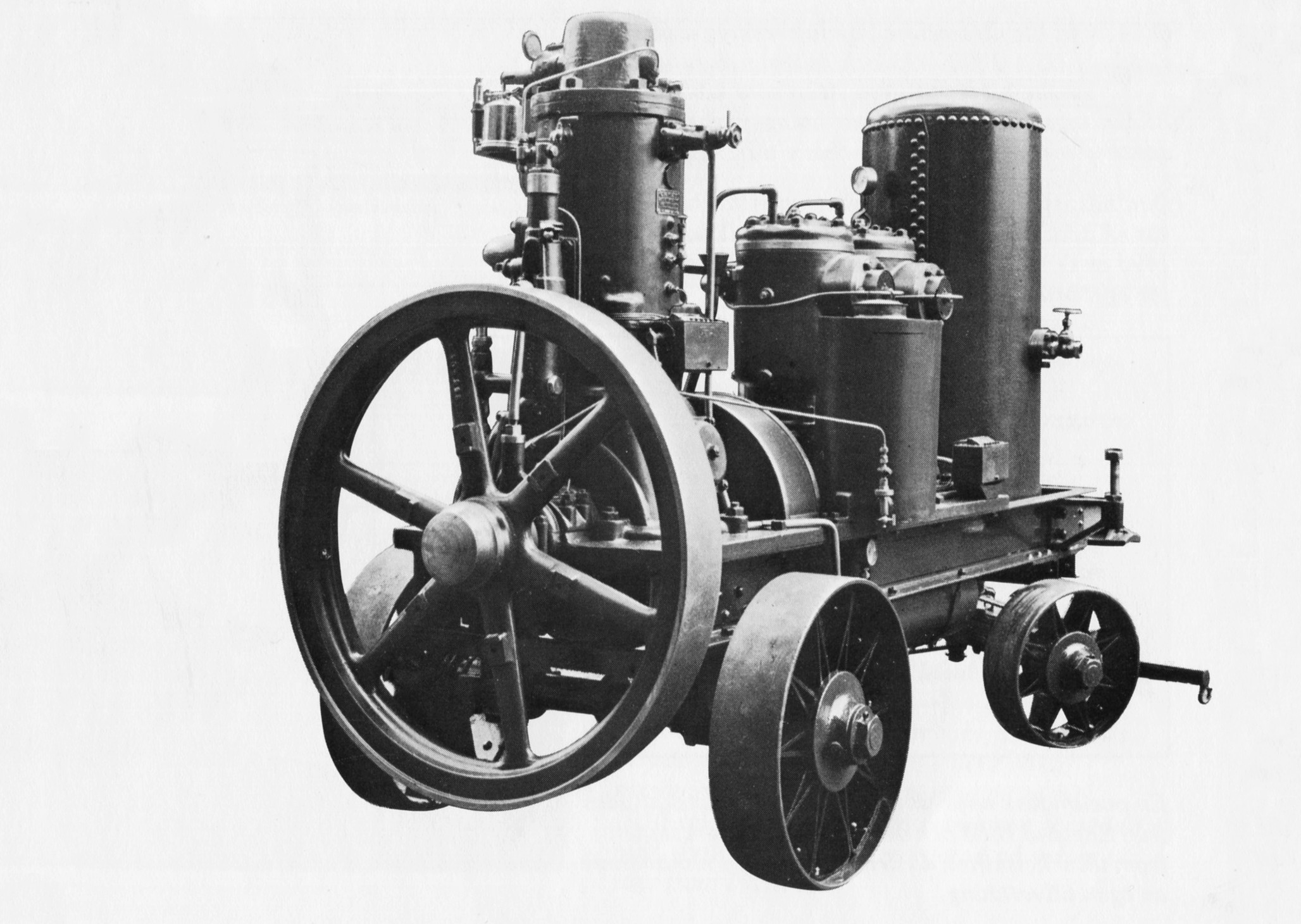
Mobil Kompressor 1915
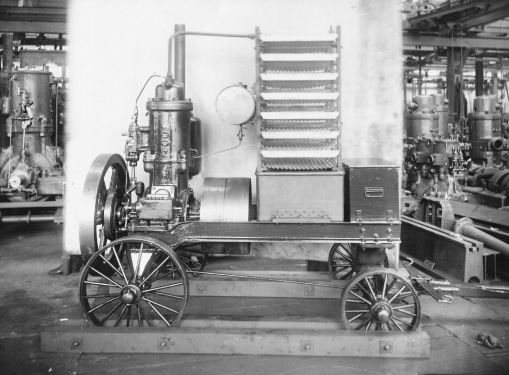
Kompressor ca 1915
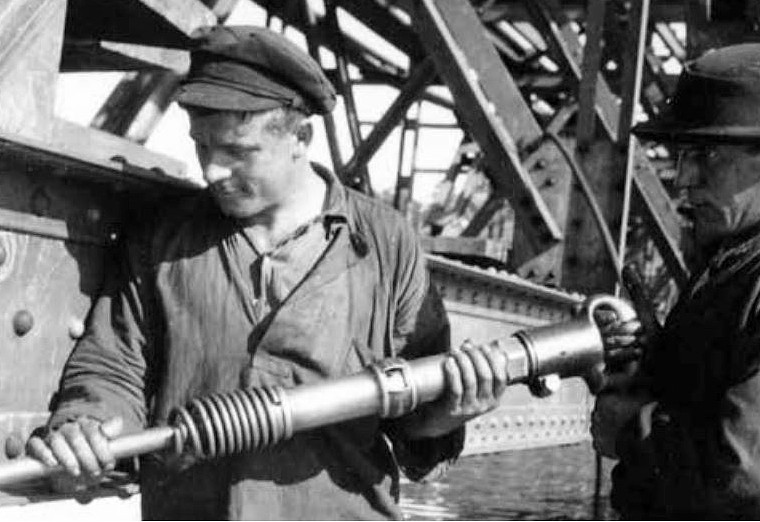
Tryckluftsverktyg 1920-tal
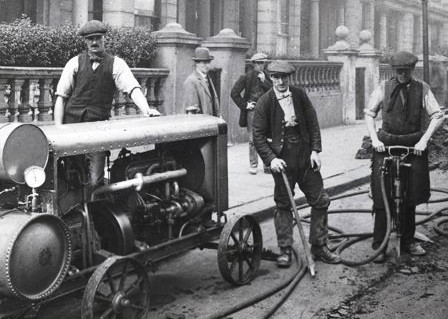
Kompressor ca 1925

## Atlas och Diesels Motorer
Atlas sammanslagning med Diesels Motorer i Nacka medförde inga större organisatoriska förändringar. De båda divisionerna (tryckluft och diesel) var separata enheter och hade även olika affärskulturer. Tekniker och konstruktörer på de båda avdelningarna hade inte mycket kontakt med varandra, men dieseldivisionen ansågs vara lite ”finare”. Personal från dieseldivisionen fick de viktigaste befattningarna i företagets gemensamma funktioner. Men det blev Atlas’ tryckluft som skulle bli företagets framtid. 1948 såldes dieselmotortillverkningen till Nydqvist & Holm AB i Trollhättan. Den sista dieselmotorn som tillverkades i Sickla levererades till Slite den 1 februari 1951. Totalt tillverkades 5447 dieslar av Atlas Diesel. Sedan dieseltillverkningen lagts ner ändrades företagsnamnet 1956 till Atlas Copco. "Copco" efter ett belgiskt dotterbolag (Compagnie Pneumatique Commerciale). Företagets huvudprodukter blev tryckluftsmaskiner, främst bergborraggregat och kompressorer.

## Referenser

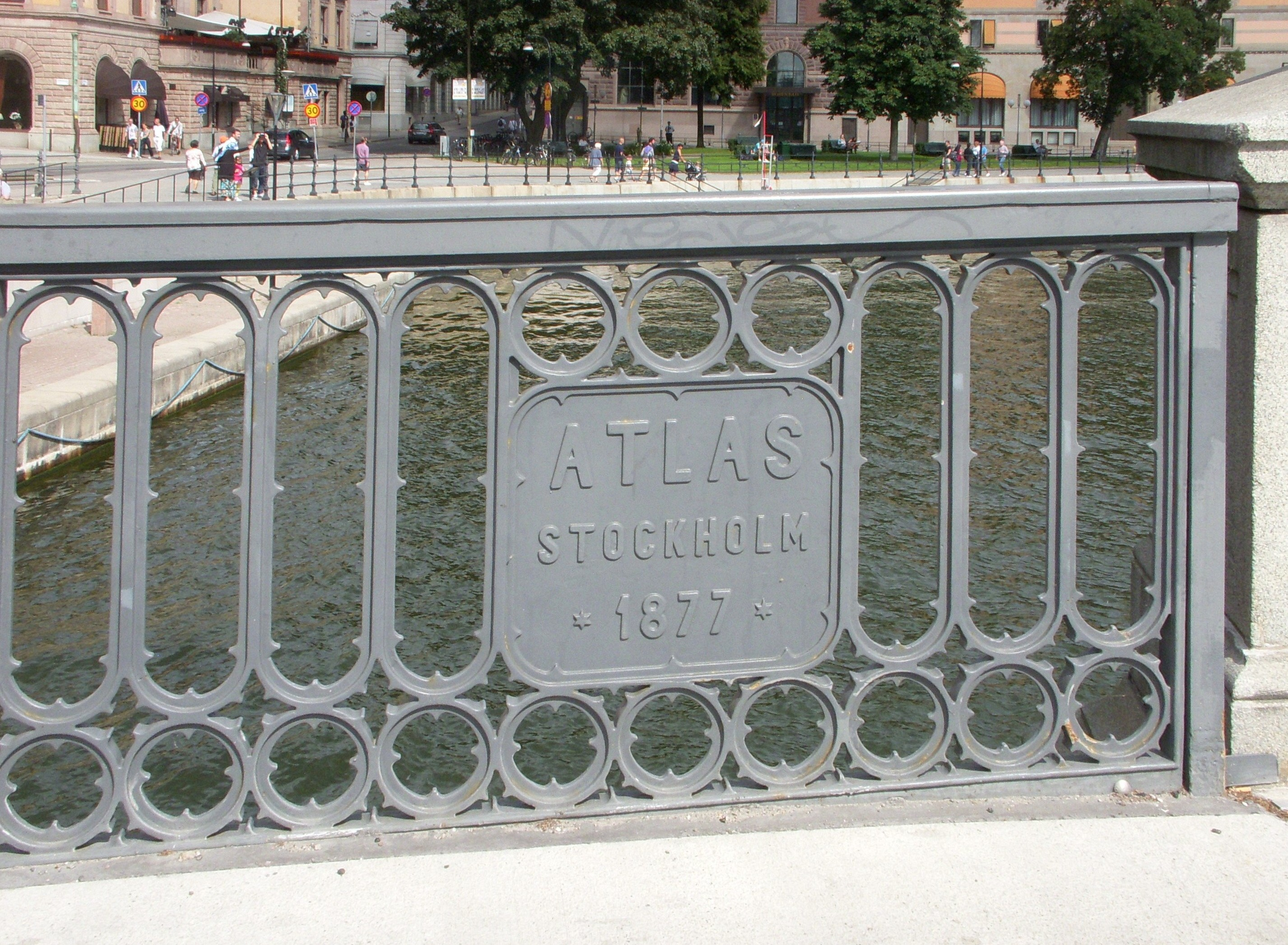
"Atlas Stockholm 1877" i Vasabrons broräcke.

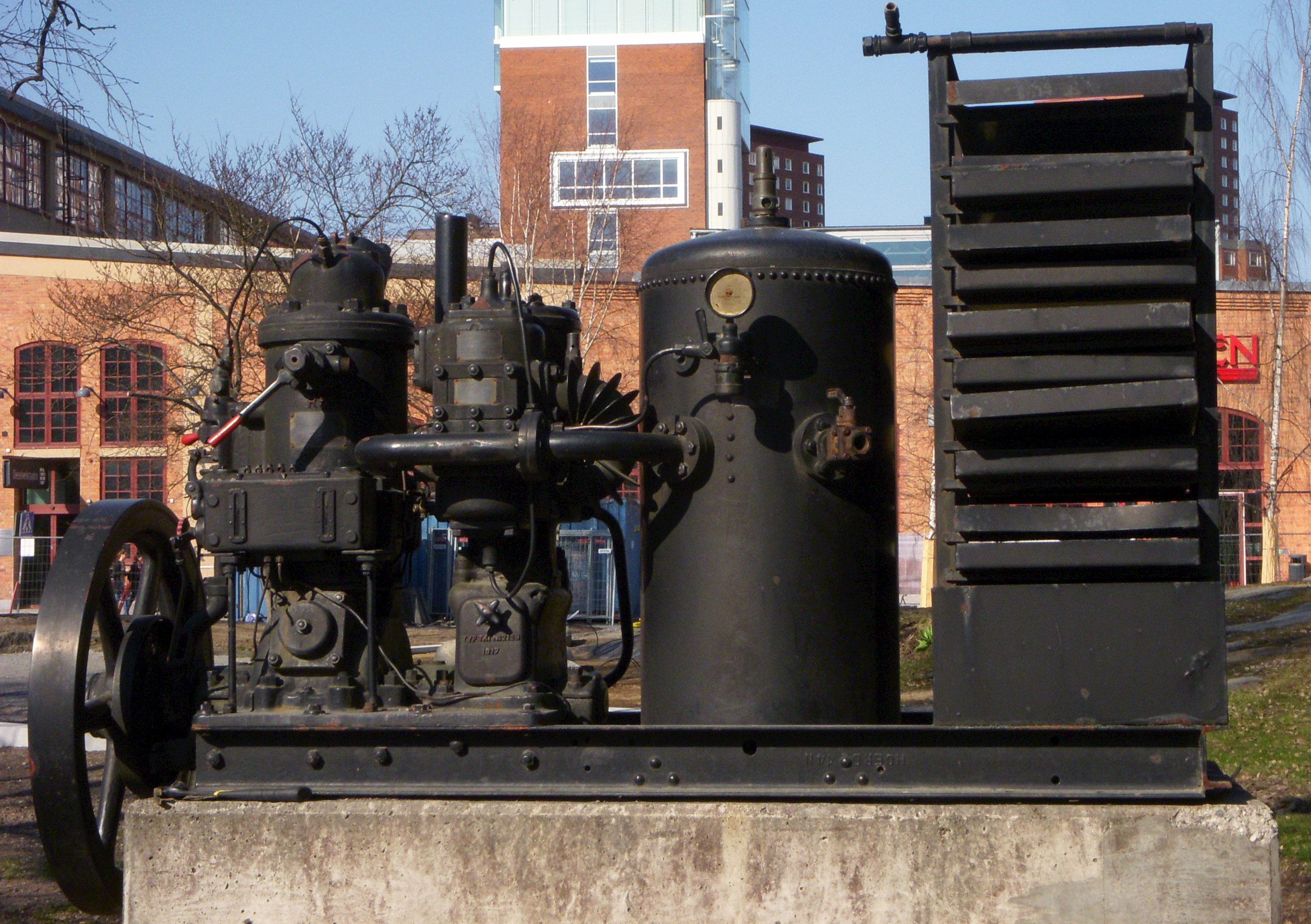
En Atlas kompressor från omkring 1915, Sickla.